# Национальная академия аграрных наук Украины
Национальная академия аграрных наук Украины (НААН; укр. Національна академія аграрних наук України) — научная организация Украины.

## История
Национальная академия аграрных наук Украины начала свою деятельность как Всеукраинская академия сельскохозяйственных наук 22 мая 1931 и просуществовала самостоятельно и в составе различных ведомств до 1990 года.
22 сентября 1990 года постановлением Совета Министров УССР № 279 на базе этой научной организации (на тот момент — Южное отделение ВАСХНИЛ) была создана Украинская академия аграрных наук (УААН). В её составе были 25 академиков и 25 член-корреспондентов, в число которых входили 12 академиков и 20 членкоров ВАСХНИЛ, проживавших в УССР. По согласованию с ВАСХНИЛ и Госагропромом СССР, президент УААН должен был быть одновременно вице-президентом ВАСХНИЛ и заместителем председателя Госагропрома СССР.
6 января 2010 года, с присвоением академии статуса национальной, она была переименована в Национальную академию аграрных наук Украины.
За 2013—2015 годы численность сотрудников Академии сократилась на 52 % — с 12,7 тысяч до 5,9 тысяч человек.

### Приостановление членства российских академиков (2017)
В октябре 2017 года стало известно, что Общее собрание Национальной академии аграрных наук Украины приостановило членство всех 22 академиков, которые являются гражданами России, а также двух академиков и трёх членов-корреспондентов, которые не подтвердили гражданство Украины.

### Вступление в МААН
С 2018 года является ассоциированным членом Международной ассоциации академий наук

## Статус
Академия является государственной самоуправляющейся научной организацией и финансируется из государственного бюджета и других источников, не запрещенных законодательством Украины. Самоуправление её заключается в том, что она самостоятельно определяет тематику исследований, свою структуру, решает научно-организационные, хозяйственные, кадровые вопросы, осуществляет международные связи.

## Состав и структура
Персональный состав насчитывает:
- 103 академика
- 111 членов-корреспондентов
- 63 иностранных членов академии
- 30 почётных членов академии.

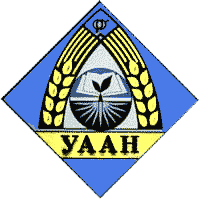
Эмблема УААН с 1990 по 2010 годы

Структурно Академия разделена на 6 отраслевых отделений:
- земледелия, мелиорации и механизации
- растениеводства
- зоотехники
- ветеринарной медицины
- аграрной экономики и продовольствия
- научного обеспечения инновационного развития

В состав Академии входят 271 научных учреждений предприятий и организаций.
В прямом подчинении Академии находятся 5 национальных научных центров, 41 институт, 11 исследовательских станций.
В систему Академии входят свыше 200 исследовательских хозяйств и других предприятий. В каждой области действуют региональные центры научного обеспечения АПП. В целях упорядочения деятельности научно-исследовательских учреждений Академии было проведено оптимизацию их количества и количества земельных угодий, необходимых для выполнения программ научных исследований и апробации и внедрения научных разработок. На 1 января 2004 года количество её в учреждениях составляла 584,2 тысячи га, в том числе сельскохозяйственных угодий 529,5 тысячи га.

### Руководство
- Президент (с 8 августа 2014 г.) — Гадзало Ярослав Михайлович — академик НААН.
- Первый проректор (с 2007) — Ильдус Ибатуллович Ибатуллин — академик НААН.

### Действительные члены (академики) НААН Украины

#### Актуальный список академиков
| Академик НААНУ                  | Дата рождения    | Дата избрания   | Отделение                                |
| ------------------------------- | ---------------- | --------------- | ---------------------------------------- |
| Адамчук, Валерий Васильевич     | 2 января 1954    | 24 ноября 2010  | земледелия, мелиорации и агроэкологии    |
| Балюк, Святослав Антонович      | 27 августа 1946  | 22 ноября 2007  | земледелия, мелиорации и агроэкологии    |
| Балян, Ануш Валерьевна          | 28 июля 1967     | 24 ноября 2010  | научного обеспечения трансфера инноваций |
| Бащенко, Михаил Иванович        | 1 марта 1948     | 25 декабря 2002 | зоотехники                               |
| Безуглый, Николай Дмитриевич    | 26 октября 1957  | 22 ноября 2007  | зоотехники                               |
| Борзых, Александр Иванович      | 26 мая 1950      | 15 октября 2020 | растениеводства                          |
| Булгаков, Владимир Михайлович   | 18 июля 1952     | 24 ноября 2010  | земледелия, мелиорации и агроэкологии    |
| Булыгин, Сергей Юрьевич         | 18 апреля 1956   | 26 февраля 2013 | земледелия, мелиорации и агроэкологии    |
| Бусол, Владимир Александрович   | 8 марта 1936     | 25 декабря 1990 | ветеринарной медицины                    |
| Величко, Владимир Андреевич     | 2 октября 1953   | 15 октября 2020 | земледелия, мелиорации и агроэкологии    |
| Вергунов, Виктор Анатольевич    | 3 июля 1960      | 10 ноября 2016  | научного обеспечения трансфера инноваций |
| Власов, Вячеслав Всеволодович   | 4 октября 1957   | 10 ноября 2016  | растениеводства                          |
| Влизло, Василий Васильевич      | 1 февраля 1960   | 22 ноября 2007  | ветеринарной медицины                    |
| Вожегова, Раиса Анатольевна     | 20 июня 1965     | 15 октября 2020 | земледелия, мелиорации и агроэкологии    |
| Волкогон, Виталий Васильевич    | 22 августа 1955  | 15 октября 2020 | земледелия, мелиорации и агроэкологии    |
| Гадзало, Ярослав Михайлович     | 3 августа 1958   | 22 ноября 2007  | растениеводства                          |
| Гайдуцкий, Павел Иванович       | 6 августа 1950   | 17 мая 1995     | аграрной экономики и земельных отношений |
| Гладий, Михаил Васильевич       | 6 ноября 1952    | 25 декабря 2002 | аграрной экономики и земельных отношений |
| Головко, Анатолий Николаевич    | 4 сентября 1961  | 22 ноября 2007  | ветеринарной медицины                    |
| Головко, Валерий Алексеевич     | 25 февраля 1950  | 22 ноября 2007  | ветеринарной медицины                    |
| Городний, Николай Михайлович    | 29 июля 1936     | 17 мая 1995     | земледелия, мелиорации и агроэкологии    |
| Гриник, Игорь Владимирович      | 20 февраля 1970  | 24 ноября 2010  | научного обеспечения трансфера инноваций |
| Грициняк, Игорь Иванович        | 23 сентября 1956 | 26 февраля 2013 | зоотехники                               |
| Гудков, Игорь Николаевич        | 27 июля 1940     | 22 декабря 1999 | земледелия, мелиорации и агроэкологии    |
| Дзюбецкий, Борис Владимирович   | 10 декабря 1937  | 31 марта 1993   | растениеводства                          |
| Дребот, Оксана Ивановна         | 22 апреля 1971   | 15 октября 2020 | научного обеспечения трансфера инноваций |
| Дроник, Григорий Васильевич     | 7 января 1951    | 22 ноября 2007  | научного обеспечения трансфера инноваций |
| Егоров, Богдан Викторович       | 15 августа 1958  | 15 октября 2020 | аграрной экономики и земельных отношений |
| Ежов, Валерий Никитович         | 30 сентября 1947 | 22 декабря 1999 | растениеводства                          |
| Жук, Валерий Николаевич         | 13 мая 1962      | 10 ноября 2016  | аграрной экономики и земельных отношений |
| Жукорский, Остап Мирославович   | 7 августа 1956   | 15 октября 2020 | зоотехники                               |
| Заверюха, Анатолий Иванович     | 22 августа 1935  | 17 мая 1995     | ветеринарной медицины                    |
| Заришняк, Анатолий Семёнович    | 29 декабря 1955  | 24 ноября 2010  | земледелия, мелиорации и агроэкологии    |
| Ибатуллин, Ильдус Ибатуллович   | 22 марта 1946    | 25 декабря 2002 | зоотехники                               |
| Ибатуллин, Шамиль Ильдусович    | 23 мая 1976      | 15 октября 2020 | аграрной экономики и земельных отношений |
| Каленская, Светлана Михайловна  | 15 февраля 1960  | 15 октября 2020 | растениеводства                          |
| Калетник, Григорий Николаевич   | 2 мая 1949       | 26 февраля 2013 | аграрной экономики и земельных отношений |
| Каминский, Виктор Францевич     | 19 сентября 1960 | 10 ноября 2016  | земледелия, мелиорации и агроэкологии    |
| Кваша, Сергей Николаевич        | 29 сентября 1958 | 26 февраля 2013 | аграрной экономики и земельных отношений |
| Кирик, Николай Николаевич       | 9 июня 1937      | 17 мая 1995     | растениеводства                          |
| Кириченко, Виктор Васильевич    | 20 ноября 1946   | 22 ноября 2007  | растениеводства                          |
| Коваленко, Пётр Иванович        | 5 января 1939    | 25 декабря 1990 | земледелия, мелиорации и агроэкологии    |
| Ковтун, Светлана Ивановна       | 11 мая 1972      | 10 ноября 2016  | ветеринарной медицины                    |
| Козир, Владимир Семёнович       | 3 марта 1937     | 17 мая 1995     | зоотехники                               |
| Кондратенко, Пётр Васильевич    | 12 июля 1952     | 25 декабря 2002 | растениеводства                          |
| Коцюмбас, Игорь Ярославович     | 10 мая 1953      | 10 ноября 2016  | ветеринарной медицины                    |
| Кравчук, Владимир Иванович      | 21 июля 1951     | 15 октября 2020 | земледелия, мелиорации и агроэкологии    |
| Кропивко, Михаил Фёдорович      | 25 октября 1942  | 22 ноября 2007  | аграрной экономики и земельных отношений |
| Лавриненко, Юрий Александрович  | 30 сентября 1952 | 15 октября 2020 | растениеводства                          |
| Ладыка, Владимир Иванович       | 23 августа 1962  | 24 ноября 2010  | ветеринарной медицины                    |
| Линчевский, Анатолий Адамович   | 2 августа 1936   | 22 декабря 1999 | растениеводства                          |
| Литвиненко, Николай Антонович   | 1 января 1947    | 25 декабря 2002 | растениеводства                          |
| Лузан, Юрий Яковлевич           | 7 ноября 1951    | 15 октября 2020 | аграрной экономики и земельных отношений |
| Луканин, Александр Сергеевич    | 7 ноября 1952    | 22 ноября 2007  | аграрной экономики и земельных отношений |
| Лупенко, Юрий Алексеевич        | 3 октября 1957   | 22 ноября 2007  | аграрной экономики и земельных отношений |
| Лыфенко, Савелий Филиппович     | 18 декабря 1931  | 25 декабря 1990 | растениеводства                          |
| Мазур, Генрих Адольфович        | 23 ноября 1936   | 22 декабря 1999 | земледелия, мелиорации и агроэкологии    |
| Мазуркевич, Анатолий Иосифович  | 18 сентября 1940 | 15 октября 2020 | ветеринарной медицины                    |
| Малик, Николай Иосифович        | 2 сентября 1939  | 22 ноября 2007  | аграрной экономики и земельных отношений |
| Мельник, Юрий Фёдорович         | 5 августа 1962   | 24 ноября 2010  | ветеринарной медицины                    |
| Мельничук, Дмитрий Алексеевич   | 5 ноября 1943    | 25 декабря 1990 | ветеринарной медицины                    |
| Мельничук, Максим Дмитриевич    | 6 апреля 1973    | 26 февраля 2013 | растениеводства                          |
| Мельничук, Сергей Дмитриевич    | 25 августа 1970  | 10 ноября 2016  | аграрной экономики и земельных отношений |
| Мусиенко, Николай Николаевич    | 11 января 1941   | 22 ноября 2007  | растениеводства                          |
| Патыка, Владимир Филиппович     | 10 сентября 1946 | 17 мая 1995     | земледелия, мелиорации и агроэкологии    |
| Петриченко, Василий Флорович    | 8 сентября 1956  | 24 ноября 2010  | растениеводства                          |
| Полевой, Владимир Мефодьевич    | 22 июня 1957     | 15 октября 2020 | научного обеспечения трансфера инноваций |
| Пристер, Борис Самуилович       | 3 марта 1938     | 25 декабря 1990 | земледелия, мелиорации и агроэкологии    |
| Пугачёв, Николай Иванович       | 22 марта 1961    | 15 октября 2020 | аграрной экономики и земельных отношений |
| Роик, Николай Владимирович      | 10 января 1949   | 17 мая 1995     | растениеводства                          |
| Ромащенко, Михаил Иванович      | 17 сентября 1948 | 25 декабря 2002 | земледелия, мелиорации и агроэкологии    |
| Рубленко, Михаил Васильевич     | 20 ноября 1961   | 24 ноября 2010  | ветеринарной медицины                    |
| Рыбалко, Валентин Павлович      | 8 октября 1936   | 31 марта 1993   | зоотехники                               |
| Рыжук, Сергей Николаевич        | 20 января 1950   | 15 октября 2020 | научного обеспечения трансфера инноваций |
| Рябоконь, Василий Петрович      | 30 марта 1940    | 10 ноября 2016  | аграрной экономики и земельных отношений |
| Саблук, Пётр Трофимович         | 22 июня 1941     | 31 марта 1993   | аграрной экономики и земельных отношений |
| Сайко, Виктор Фёдорович         | 7 марта 1936     | 25 декабря 1990 | земледелия, мелиорации и агроэкологии    |
| Сахацкий, Николай Иванович      | 2 января 1950    | 22 декабря 1999 | зоотехники                               |
| Седило, Григорий Михайлович     | 1 февраля 1950   | 10 ноября 2016  | ветеринарной медицины                    |
| Снитинский, Владимир Васильевич | 5 мая 1948       | 22 декабря 1999 | зоотехники                               |
| Сташук, Василий Андреевич       | 14 января 1955   | 15 октября 2020 | земледелия, мелиорации и агроэкологии    |
| Стегний, Борис Тимофеевич       | 9 августа 1951   | 22 ноября 2007  | ветеринарной медицины                    |
| Стельмах, Адольф Фомич          | 11 мая 1941      | 17 мая 1995     | растениеводства                          |
| Сычевский, Николай Петрович     | 27 ноября 1953   | 10 ноября 2016  | аграрной экономики и земельных отношений |
| Тарарико, Александр Григорьевич | 11 июля 1936     | 31 марта 1993   | земледелия, мелиорации и агроэкологии    |
| Тарарико, Юрий Александрович    | 9 ноября 1964    | 15 октября 2020 | земледелия, мелиорации и агроэкологии    |
| Тришин, Алексей Константинович  | 19 апреля 1942   | 22 ноября 2007  | научного обеспечения трансфера инноваций |
| Ушкалов, Валерий Александрович  | 7 декабря 1963   | 15 октября 2020 | ветеринарной медицины                    |
| Ушкаренко, Виктор Александрович | 6 мая 1938       | 17 мая 1995     | земледелия, мелиорации и агроэкологии    |
| Федоренко, Виталий Петрович     | 29 января 1949   | 22 ноября 2007  | растениеводства                          |
| Фурдичко, Орест Иванович        | 10 октября 1952  | 25 декабря 2002 | земледелия, мелиорации и агроэкологии    |
| Хареба, Владимир Васильевич     | 18 сентября 1958 | 10 ноября 2016  | аграрной экономики и земельных отношений |
| Хвесик, Михаил Артемович        | 21 июля 1955     | 24 ноября 2010  | научного обеспечения трансфера инноваций |
| Хоменко, Иван Иванович          | 3 февраля 1942   | 22 ноября 2007  | растениеводства                          |
| Цвилиховский, Николай Иванович  | 21 мая 1961      | 22 ноября 2007  | ветеринарной медицины                    |
| Черенков, Анатолий Васильевич   | 1 октября 1954   | 10 ноября 2016  | земледелия, мелиорации и агроэкологии    |
| Черновол, Михаил Иванович       | 25 мая 1950      | 15 октября 2020 | земледелия, мелиорации и агроэкологии    |
| Шебанин, Вячеслав Сергеевич     | 1 января 1949    | 10 ноября 2016  | научного обеспечения трансфера инноваций |
| Шевченко, Анатолий Михайлович   | 14 января 1939   | 25 декабря 1990 | научного обеспечения трансфера инноваций |
| Шпичак, Александр Михайлович    | 21 апреля 1941   | 22 декабря 1999 | аграрной экономики и земельных отношений |

Количество академиков в этом списке на 30 апреля 2025 года — 100, в том числе женщин — 5. Старший по возрасту из них — селекционер Савелий Филиппович Лыфенко (род.1931), младший — экономист Шамиль Ильдусович Ибатуллин (род. 1976).

#### Список бывших академиков
1. Авидзба, Анатолий Мканович (род. 1951)
2. Адамень, Фёдор Фёдорович (род. 1941)

#### Список умерших академиков
1. Андрийчук, Василий Гаврилович (1938—2021)
2. Артёменко, Николай Михайлович (1926—1991)
3. Бабич, Анатолий Александрович (1936—2015)
4. Барабаш, Орест Юлианович (1932—2011)
5. Богданов, Григорий Александрович (1930—2009)
6. Бойко, Анатолий Леонидович (1938—2020)
7. Борщевский, Пётр Прокопович (1936—2003)
8. Буркат, Валерий Петрович[укр.] (1939—2009)
9. Василенко, Пётр Мефодиевич (1900—1999)
10. Власенко, Владимир Максимович[укр.] (1934—2025)
11. Гаврилюк, Николай Никитович (1949—2021)
12. Герасименко, Виктор Григорьевич[укр.] (1937—2009)
13. Голик, Виктор Степанович (1937—2010)
14. Горова, Тамара Корнеевна[укр.] (1948—2019)
15. Гуков, Яков Серафимович[укр.] (1947—2012)
16. Гулый, Иван Степанович[укр.] (1930—2004)
17. Даниленко, Анатолий Степанович (1953—2021)
18. Демьяненко, Николай Яковлевич (1935—2020)
19. Дженеев, Сергей Юрьевич (1930—2000)
20. Долгушин, Донат Александрович (1903—1995)
21. Ересько, Георгий Алексеевич (1936—2017)
22. Заика, Пётр Митрофанович[укр.] (1929—2013)
23. Зубенко, Владимир Фёдорович (1928—2007)
24. Зубец, Михаил Васильевич (1938—2014)
25. Иващенко, Александр Алексеевич (1949—2021)
26. Кисель, Владимир Иванович[укр.] (1951—2008)
27. Коваленко, Виктор Фёдорович (1940—2012)
28. Кравцов, Роман Иосифович[укр.] (1941—2020)
29. Кравченко, Владислав Андреевич (1944—2018)
30. Красников, Геннадий Андреевич (1928— ?)
31. Круть, Владимир Маркиянович (1931—2009)
32. Кучко, Анатолий Андреевич (1950—1999)
33. Лагодюк, Пётр Захарович[укр.] (1924—1994)
34. Лебедь, Евгений Макарович (1937—2017)
35. Левченко, Владимир Иванович (1940—2017)
36. Лесовой, Михаил Павлович (1935—2017)
37. Линник, Николай Кондратович (1938—2019)
38. Лукинов, Иван Илларионович (1927—2004)
39. Малинин, Олег Алексеевич (1939—2010)
40. Мартыненко, Иван Иванович (1924—2006)
41. Масюк, Николай Трофимович (1936—2000)
42. Медведев, Виталий Владимирович (1939—2021)
43. Месель-Веселяк, Виктор Яковлевич (1938—2022)
44. Нагорный, Николай Никифорович  (1935—1994)
45. Новаковский, Леонид Яковлевич[укр.] (1935—2024)
46. Носко, Борис Семёнович (1930—2019)
47. Омельяненко, Андрей Авксентьевич (1931—1995)
48. Осташко, Фёдор Иванович (1928—2011)
49. Палфий, Фёдор Юрьевич (1925—1996)
50. Панасюк, Бронислав Яковлевич (1935—2024)
51. Пасхавер, Борис Иосифович[укр.] (1938—2019)
52. Патлай, Игорь Николаевич[укр.] (1935—1999)
53. Пелих, Виктор Григорьевич[укр.] (1957—2022)
54. Пересыпкин, Владимир Фёдорович (1914—2004)
55. Погорелый, Леонид Владимирович (1934—2003)
56. Романенко, Владимир Филиппович[укр.] (1932—2017)
57. Савченко, Юрий Иванович[укр.] (1939—2024)
58. Сечняк, Лев Константинович (1924—2000)
59. Сиволап, Юрий Михайлович[укр.] (1939—2014)
60. Сидорчук, Александр Васильевич (1950—2017)
61. Созинов, Алексей Алексеевич (1930—2018)
62. Супиханов, Борис Карабаевич (1954—2024)
63. Сытник, Виктор Петрович (1939—2016)
64. Терещенко, Виктор Кириллович[укр.] (1936—2025)
65. Тищенко, Леонид Николаевич[укр.] (1952—2016)
66. Трегобчук, Валентин Михайлович (1937—2006)
67. Тринько, Роман Иванович[укр.] (1933—2018)
68. Фукс, Полина Павловна (1949—2001)
69. Хмельницкий, Григорий Александрович[укр.] (1936—2020)
70. Циков, Валентин Сергеевич (1923—2017)
71. Шепа, Василий Васильевич (1931—2011)
72. Юрчишин, Владимир Васильевич (1925—2017)
73. Янчевский, Виктор Казимирович (1946—2001)
74. Яцык Анатолий Васильевич (1948—2020)

### Научно-исследовательские учреждения НААН
- Отделение земледелия, мелиорации и агроэкологии:
  - Биосферный заповедник «Аскания-Нова»
  - Институт агроэкологии
  - Институт гидротехники и мелиорации
  - Институт земледелия и животноводства западного региона
  - Институт орошаемого земледелия НААН
  - Институт сельского хозяйства Полесья
  - Институт сельскохозяйственной микробиологии и агропромышленного производства
  - Национальный научный центр «Институт почвоведения и агрохимии имени О. Н. Соколовского»
  - Национальный научный центр «Институт земледелия»[укр.]
- Отделение растениеводства:
  - Институт виноградарства и виноделия имени В. Е. Таирова
  - Институт защиты растений
  - Институт зернового хозяйства
  - Институт орошаемого садоводства имени М. Ф. Сидоренко
  - Институт картофелеводства
  - Институт кормов
  - Институт лубяных культур
  - Институт овощеводства и бахчеводства
  - Институт масличных культур
  - Институт южного овощеводства и бахчеводства
  - Институт помологии имени Л. П. Симиренко
  - Институт риса
  - Институт растениеводства[укр.] им. В. Я. Юрьева
  - Институт садоводства
  - Институт сахарной свеклы
  - Мироновский институт пшеницы имени В. М. Ремесла
  - Национальный научный центр «Никитский ботанический сад»
  - Южный биотехнологический центр в растениеводстве
  - Прилукская опытная станция
  - Селекционно-генетический институт — Национальный центр семеноведения и сортоизучения
  - Украинская научно-исследовательская станция карантина растений
- Отделения зоотехнии:
  - Институт биологии животных
  - Институт птицеводства
  - Институт рыбного хозяйства
  - Институт разведения и генетики животных
  - Институт свиноводства имени А. В. Квасницкого
  - Институт животноводства
  - Институт животноводства степных районов имени М. Ф. Иванова «Аскания-Нова» — Национальный научный селекционно-генетический центр с овцеводства
  - Институт животноводства центральных районов
  - Национальный научный центр «Институт пчеловодства имени П. И. Прокоповича»
  - Черкасский институт агропромышленного производства
- Отделение ветеринарной медицины:
  - Институт ветеринарной медицины
  - Институт эпизоотологии
  - ННЦ «Институт экспериментальной и клинической ветеринарной медицины»
- Национальный научный центр «Институт аграрной экономики»

## Здание
НААН располагается по адресу ул. Михаила Омельяновича-Павленко, 9 (бывшая ул. Суворова, 9).